# Сирушо
Сирануш Арутјуњан (Јереван, 7. јануар 1987), позната под псеудонимом Сирушо (јерм. Սիրուշո) јерменска је певачица, композитор и писац песама. Представљала је Јерменију на Песми Евровизије 2008. године у Београду, Србија, и са песмом "Qele Qele" заузела четврто место, иза Русије, Украјине и Грчке.
Захваљујући евровизијском успеху, Сирушо је једна од највећих музичких звезда источне Европе. Осим у Јерменији, популарна је у свим совјетским републикама, Бугарској, Румунији, Турској, Грчкој, Србији и осталим земљама. Крајем 2012. године издала је сингл PreGomesh, који је постао велики хит у Јерменији и Грчкој.

## Приватни живот
6. јуна 2009. се удала за Левона Кочарјана, сином другог председника Јерменије Роберта Кочарјана. Њихов први син Роберт рођен је 2014. Другог сина Михаела су дочекали у мају 2016. Њихово треће дете и прва ћерка, Забел, рођена је у јуну 2022.

## Дискографија

### Студио албуми
- Sirusho (2000)
- Sheram (2005)
- Hima (2007)
- Havatum Em (2010)
- Armat (2016)

### Синглови
| Year | Title                                                        |
| ---- | ------------------------------------------------------------ |
| 2005 | "Shorora" (јерм. )                                           |
| 2005 | "Sery Mer" (Սերը Մեր)                                        |
| 2006 | "Mayrik" (Մայրիկ)                                            |
| 2006 | "Heranum em" (Հեռանում եմ)                                   |
| 2007 | "Hima" (Հիմա)                                                |
| 2007 | "Arjani e" (Արժանի է) (изведено са Sofi Mkheyan)             |
| 2007 | "Mez Vochinch Chi Bajani" (Մեզ ոչինչ չի բաժանի)              |
| 2008 | "Qélé, Qélé"                                                 |
| 2009 | "Erotas"                                                     |
| 2009 | "Time to Pray" (изведено са Boaz Mauda and Jelena Tomasevic) |
| 2009 | "Alphabet" (изведено са Arsen Grigoryan)                     |
| 2010 | "Havatum Em" (Հավատում եմ)                                   |
| 2011 | "I Like It"                                                  |
| 2012 | "PreGomesh"                                                  |
| 2013 | "See" (изведено са Sakis Rouvas)                             |
| 2014 | "Antarber Ashkhar" (Անտարբեր Աշխարհ)                         |
| 2014 | "Tariner" (Տարիներ) (изведено са Harout Pamboukjian)         |
| 2015 | "Where were you" (Կգա մի օր)                                 |
| 2016 | "Mi togh indz Menak" (Մի թող ինձ մենակ)                      |
| 2016 | "Zartonq" (Զարթոնք)                                          |
| 2016 | "Der Zor"                                                    |
| 2017 | "Vuy Aman" (Վույ Աման)                                       |
| 2019 | "Tightrope Walking"                                          |
| 2019 | "Summer Love: Vuy Aman"                                      |
| 2019 | "Zoma Zoma"                                                  |
| 2020 | "Yare Mardun Yara Kuta" (Յարը Մարդուն Յարա Կուտա)            |